# هربرت الثاني، كونت فرماندوا
هربرت الثاني، كونت فرماندوا (توفي.23 فبراير 943)؛ كان كونت فرماندوا وكونت مو وكونت سواسون، كان أول من مارس سلطة على أراضي التي عرفت لاحقاً بـ شامبانيا.
هو ابن هربرت الأول، كونت فرماندوا سليل شارلمان، وأيضا هو شقيق الملكة بياتريس زوجة روبرت الأول ملك فرنسا.
من المعروف عنه أنه أسر الملك شارل الشجاع في 922، وبحيث استخدمه لاحقاً كتهديد لأعدائه، بقي الملك أسيراً عنده حتى وفاته في 929.

## الزواج والأبناء
تزوج من أديل ابنة روبرت الأول ملك فرنسا وزوجته الأولى أديل دي ماين؛ وانجبت له:-
- يودس (حوالي.910-943)؛ كونت أميان وفيين.
- أدالبرت الأول، كونت فرماندوا (915-987).[1]
- أديلا (910-960)؛ تزوجت من أرنولف الأول، كونت فلاندرز.[1]
- هربرت القديم (حوالي.910 - 980)؛ كونت مو وتروا وأمويس.[1]
- روبرت دي فرماندوا (توفي.967)؛ كونت مو.[1]
- لويتغارد (حوالي.915-20 - 978)؛ تزوجت من ويليام الأول، كونت روان،[1] ثم من ثيوبالد الأول، كونت بلوا.[4]
- هيو (920-962)؛ رئيس أساقفة ريمس.[1]
- غي الأول، كونت سواسون (توفي.986).